# Speziallager

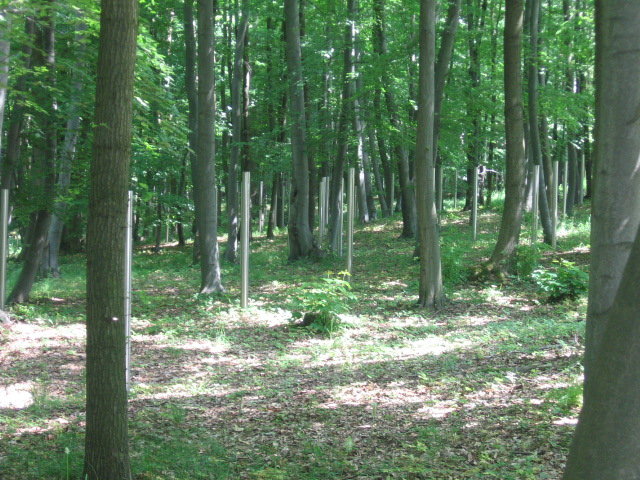
1100 Metallstelen markieren die kleinen Massengräber mit den von 1945 bis 1950 verscharrten ca. 7000 Toten des Speziallagers Buchenwald in einem nach 1950 gewachsenen Wald (Foto aus dem Jahr 2007)

Speziallager waren Lager, die nach dem Ende des Zweiten Weltkriegs 1945 von der sowjetischen Militäradministration in der Sowjetischen Besatzungszone (SBZ) eingerichtet wurden und bis 1950 in der Deutschen Demokratischen Republik (DDR) bestanden. Im Amtsrussisch hießen sie abgekürzt im Singular „Spezlag“, im Plural „Spezlagerja“. In deutschsprachigen Bekanntmachungen verwendeten die Lagerleitungen für den Begriff „Speziallager“ das Wort „Anhaltelager“. Die Speziallager wurden aufgrund des NKWD-Befehls 00315 vom 18. April 1945 mit dem Ziel der „Säuberung des Hinterlandes der kämpfenden Truppen der Roten Armee von feindlichen Elementen“ errichtet. In ihnen sollten als gefährlich eingestufte Personengruppen festgehalten werden. Die Sowjetische Besatzungsmacht arrestierte in den Speziallagern einen wesentlich umfangreicheren Personenkreis als die westlichen Besatzungsmächte in den dortigen Internierungslagern, sie ließen sie länger bestehen und benutzten sie vor allem zur Unterdrückung politischer Gegner.

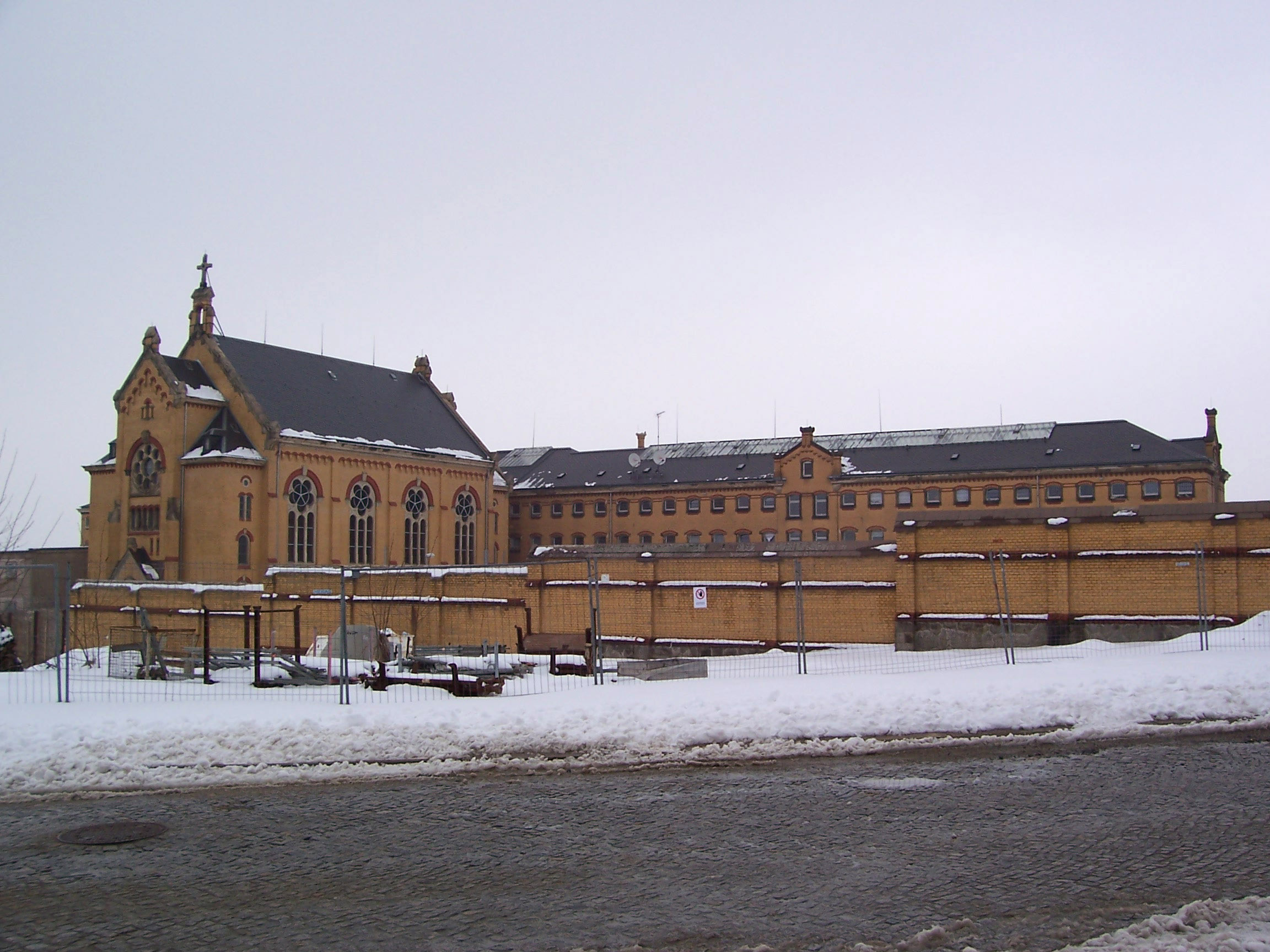
Das Speziallager Nr. 4 war im „Gelben Elend“ in Bautzen (Blick von Südosten; links die Kirche, rechts der Ostflügel, Foto aus dem Jahr 2007)

Insgesamt gab es in der sowjetischen Besatzungszone zehn Speziallager an folgenden Orten: Mühlberg, Buchenwald bei Weimar, Berlin-Hohenschönhausen, Bautzen, Ketschendorf, Jamlitz (zuvor in Frankfurt Oder), Sachsenhausen (Oranienburg), Weesow (Werneuchen), Torgau und Fünfeichen (Neubrandenburg). In den Ostgebieten des Deutschen Reiches befanden sich eine Reihe weiterer Speziallager, mit denen in größerem Umfang Häftlinge ausgetauscht wurden. In Bautzen, Sachsenhausen und Torgau wurden auf dem gleichen Gelände auch Haftstätten für durch das Sowjetische Militärtribunal (SMT) Verurteilte errichtet; die weitaus größere Personenzahl stellten jedoch auch hier die internierten Speziallagerhäftlinge. Zusätzlich gab es noch mehrere NKWD-Gefängnisse wie Nr. 5 Strelitz und Nr. 6 Berlin-Lichtenberg. Die Speziallager in Buchenwald, Sachsenhausen und Jamlitz wurden in den ehemaligen KZ Buchenwald, Sachsenhausen und KZ Lieberose eingerichtet, welche die Sowjetische Besatzungsmacht ab August 1945 weiter nutzte.

## Sowjetische Strukturen
Alle Speziallager waren dem Volkskommissariat für innere Angelegenheiten (NKWD, ab 1946 MWD) unterstellt, das dafür eine eigene Abteilung „Spezlager“ hatte. Vom Leiter des NKWD, Lawrenti Beria, wurde am 4. Juli 1945 Iwan A. Serow zum „Bevollmächtigten des NKWD für die Gruppe der Sowjetischen Besatzungstruppen in Deutschland“ ernannt. Dieser war der direkte Vorgesetzte des Leiters der Abteilung Speziallager des NKWD Michail J. Swiridow. Im Speziallager Nr. 3 – Berlin-Hohenschönhausen, befand sich in der Genslerstraße die zentrale Verwaltung aller zehn sowjetischen Speziallager.
Mit Befehl 00559 vom 9. August 1948 wurde der Begriff Speziallager auf sowjetischer Seite offiziell nicht mehr benutzt. Da aber bis 1950 in drei von diesen Lagern noch 14.000 Insassen waren, wird der Begriff für diesen Personenkreis auch noch für die Zeit bis 1950 verwendet. Ein Teil der Areale und Gebäude der Speziallager wurde dann für den Justizvollzug oder als Untersuchungshaftanstalt genutzt; sie unterstanden der Hauptverwaltung der Lager (Gulag) des sowjetischen Innenministeriums. Deren Insassen gelten nicht als „Speziallagerhäftlinge“.

## Orte
Liste der Speziallager des NKWD in der damaligen SBZ:
- Mü – Speziallager Nr. 1 Mühlberg (September 1945 bis Oktober 1948)
- Bu – Speziallager Nr. 2 Buchenwald / Weimar (August 1945 bis Februar 1950)
- Ho – Speziallager Nr. 3 Hohenschönhausen / Berlin (Mai 1945 bis Oktober 1946)
- Ba – Speziallager Nr. 4 Bautzen (Mai 1945 bis Februar 1950)
- Ke – Speziallager Nr. 5 Ketschendorf / Fürstenwalde (April 1945 bis Februar 1947)
- Ja – Speziallager Nr. 6 Jamlitz (September 1945 bis April 1947; zuvor in Frankfurt/Oder)
- We – Speziallager Nr. 7 Weesow / Werneuchen (Mai 1945 bis August 1945, dann verlegt nach Sachsenhausen)
- Sa – Speziallager Nr. 7 Sachsenhausen / Oranienburg (August 1945 bis März 1950)
- To – Speziallager Nr. 8 Torgau (Fort Zinna und Seydlitz-Kaserne) (August 1945 bis März 1947)
- Fü – Speziallager Nr. 9 Fünfeichen / Neubrandenburg (April 1945 bis Oktober 1948)
- To – Speziallager Nr. 10 Torgau (Fort Zinna) (Nr. 8: August 1945 bis Januar 1947; Nr. 10: Mai 1946 bis Oktober 1948); Das Speziallager Nr. 10 Torgau ist aus dem NKWD-Gefängnis Nr. 7 in Frankfurt/Oder entstanden.

Auch in den Ostgebieten des Deutschen Reiches existierten eine ganze Reihe von NKWD-Speziallagern. Einige von ihnen nahmen besonders viele Häftlinge aus der sowjetischen Besatzungszone auf:
- Speziallager Nr. 6 Frankfurt/Oder (Mai 1945 bis August 1945) Das Lager lag auf der Ostseite der Oder. Nach Schließung des Speziallagers verlegt nach Jamlitz. Das NKWD-Gefängnis Nr. 7 und ein Kriegsgefangenenlager bestanden jedoch zunächst noch weiter in Frankfurt/Oder.
- Speziallager Graudenz (November 1945 bis Februar 1946) Dieses Lager nahm die Überlebenden der Lager Tost und Oppeln auf, um sie dann weiter in die Speziallager Landsberg und Fünfeichen zu senden.
- La – Speziallager Nr. 4 Landsberg (Warthe) (Mai 1945 bis Januar 1946); die Benennung mit „Nr. 4“ beruht wohl auf der Nummerierung, die für die in Polen gelegenen Speziallager galt. Die Überlebenden wurden nach Buchenwald transportiert.
- Speziallager Oppeln (Juni 1945 bis November 1945); die überlebenden Häftlinge wurden ins Speziallager Graudenz verbracht.
- Speziallager Nr. 2 Posen (April 1945 bis Dezember 1945); Häftlinge kamen aus dem Umland und aus dem Speziallager Nr. 5  Ketschendorf. Die Überlebenden wurden nach Jamlitz gebracht.
- Speziallager Schneidemühl (bis August 1945); die Überlebenden dieses Lagers wurden ins Speziallager Nr. 8 Torgau transportiert.
- Speziallager Schwiebus; dieses Lager wurde Ende September 1945 mit Mannschaft und einigen kranken Häftlingen nach Mühlberg verlegt.
- Speziallager Tost (Mai 1945 bis November 1945); dieses Lager nahm Häftlinge aus Schlesien und dem Sudetenland sowie mehrere große Transporte aus dem Speziallager Bautzen auf. Die Überlebenden kamen nach Graudenz und von dort nach Fünfeichen.

Die vorangestellten zweibuchstabigen Abkürzungen für diese Lager werden in der nebenstehenden Karte und in der Liste bekannter Insassen verwendet.
Die meisten Lager wurden im Spätsommer 1948 aufgelöst, nur die in Sachsenhausen, Buchenwald, und Bautzen blieben (mit neuer Nummerierung 1 – 3) bis März 1950 bestehen. Von da aus kamen die restlichen Häftlinge in das Zuchthaus Waldheim und 3324 wurden dort verurteilt (siehe Waldheimer Prozesse).

## Verhaftungen und Verhöre

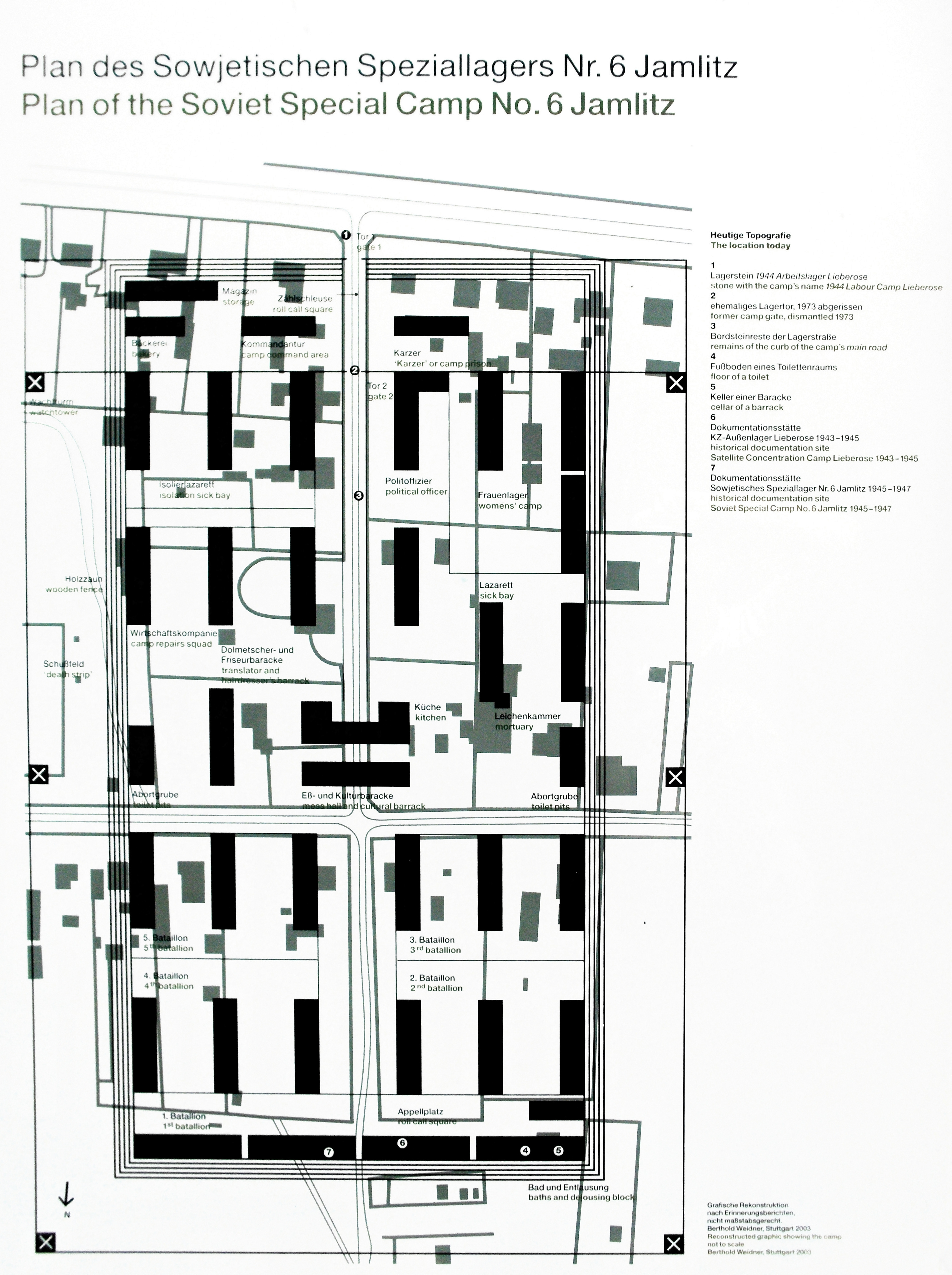
Plan des Speziallager Nr. 6 in Jamlitz

Die Verhaftungspraxis der sowjetischen Besatzer wurde von Anfang an durch die neuen, von der sowjetischen Besatzungsmacht eingesetzten und von ihr abhängigen deutschen Behörden unterstützt. Waren zunächst die in den Landesverwaltungen bestehenden Ämter für Information beteiligt, übernahmen diese Aufgabe ab 1947 die 5. Kommissariate der Volkspolizei, deren Gründung auf einen SMAD-Befehl zurückgeht. Dort arbeiteten viele frühere Mitglieder des illegalen Militärapparates der KPD mit der sowjetischen Geheimpolizei NKWD zusammen, ab 1950 wechselten sie ins neu gegründete Ministerium für Staatssicherheit. Der spätere Minister für Staatssicherheit Erich Mielke war einer von ihnen. Sie überstellten zunehmend politisch missliebige Personen an die Besatzungsmacht. Der Vorwurf der faschistischen Tätigkeit wurde immer seltener erhoben; die Internierungen dienten mehr und mehr der Unterdrückung jeglicher politischer Opposition – oder dessen, was dafür gehalten werden konnte.
Nach der Verhaftung erfolgten regelmäßig tage- oder auch wochenlange Verhöre beim örtlichen NKWD, oft auch unter Folter. Die dann zu unterzeichnenden Verhörprotokolle waren oftmals nur auf Russisch verfasst und enthielten gelegentlich Geständnisse, die von den Betroffenen nicht oder nicht so wie protokolliert gemacht worden waren. In den allermeisten Fällen reichten die Vorwürfe nicht für ein Gerichtsverfahren, dann wurde der Betreffende in einem der Speziallager interniert. Andernfalls kam der oder die Betreffende vor ein Sowjetisches Militärtribunal (SMT).
Irgendein Verdacht oder Vorwurf führte also zur Verhaftung und zu Verhören: Erhärtete sich dabei der Vorwurf oder kamen irgendwelche verbotenen Dinge zu Tage, kam der Fall vor ein SMT; war das nicht der Fall, wurden die Leute nicht etwa nach Hause geschickt, sondern kamen in die Speziallager: Genau das waren die über hunderttausend bis 1948 oder 1950 internierten Speziallagerhäftlinge. Bei den Sowjets blieb immer der ursprüngliche Vorwurf der Haftgrund. So musste ein Speziallagerhäftling, wenn er von einem sowjetischen Uniformierten gefragt wurde „Warum sind Sie hier“ antworten mit „Verdacht auf …“. Bei den Sowjets trugen die Internierten als solches Etikett diesen (behaupteten) „Vorwurf“, aber eben nicht eine „Straftat“.

## Verfahren vor dem Sowjetischen Militärtribunal
Die Verfahren vor dem Sowjetischen Militärtribunal verliefen nach stalinistischem Rechtsverständnis, demzufolge es nicht auf Feststellung individueller Schuld ankam, sondern darauf, dass vor allem als Gegner des sowjetischen Systems Verdächtigte aus der Öffentlichkeit entfernt werden. Hierbei wurde sowjetisches Recht rückwirkend angewandt, hauptsächlich unter Anwendung von Artikel 58 des Strafgesetzbuches der RSFSR. Dieser deckt unter dem allgemeinen Begriff „konterrevolutionäre Aktivitäten“ nahezu alles ab, was der „Schwächung der Herrschaft der Räte der Arbeiter und Bauern“ diente sowie gegen die „grundlegenden wirtschaftlichen, politischen und nationaler Errungenschaften der proletarischen Revolution gerichtet ist“. In dem üblichen Schnell-Verfahren von 15 bis 20 Minuten Dauer waren 25 Jahre Zwangsarbeit eine häufige Regelstrafe. Weder Verteidiger noch Entlastungszeugen waren zugelassen und es gab keine Berufungsmöglichkeit. Eine Schuld musste nicht nachgewiesen werden, als Urteilsbegründung genügte dem Tribunal der „Vorwurf“, um in die UdSSR deportiert, sofort erschossen oder in eine SMT-Strafvollzugsanstalt auf deutschem Boden eingewiesen zu werden. Die gab es in Bautzen, Sachsenhausen und Torgau auf dem gleichen Gelände, wo sich bis 1948 oder 1950 drei der Speziallager befanden. Von 1947 bis Januar 1950 wurde die Todesstrafe in der UdSSR abgeschafft, so dass in diesen Jahren erlassene Todesurteile auch in der SBZ in lebenslängliche oder 25-jährige Haft umgewandelt wurden. Von 1945 bis 1947 wurden insgesamt 1797 Todesurteile verhängt/vollstreckt, von 1950 bis 1953 waren es noch 606.
Die rechtsstaatliche Haltlosigkeit der SMT-Urteile zeigt sich deutlich in der Rehabilitierungspraxis der Russischen Föderation auf Grundlage des Gesetzes von 18. Oktober 1991. So wurden seitdem von 10.509 Anträgen deutscher Staatsbürger auf Rehabilitierung bisher 9.976 entschieden, davon 9.487 positiv (95,1 %) und 489 negativ (4,9 %). Dabei stellten die wegen angeblicher Spionage Verurteilten mit 5.901 Betroffenen die größte Gruppe. Hier liegt die Rehabilitierungsquote bei 99,3 %.
Die Speziallagerinsassen konnten nach dem vorgenannten Gesetz nicht rehabilitiert werden, weil keine Verurteilung vorlag (vgl. Oskar Lecher).
Bei den in diesen Vollzugsanstalten ebenfalls einsitzenden verurteilten Bürgern der UdSSR handelte es sich in der Mehrzahl um kriegsgefangene Soldaten, die auf Grund ihrer Gefangennahme laut Stalins Befehl Nr. 270. vom 16. August 1941 als Vaterlandsverräter galten und für die die Lager nur eine Zwischenstation auf dem Weg in den Gulag waren. Das gleiche Schicksal traf auch viele Ostarbeiter, auch sie galten häufig als Vaterlandsverräter. 1947 befanden sich nur noch 695 sowjetische Bürger in den Lagern.

## Speziallager-Insassen
Viele der Inhaftierten waren Mitglieder oder kleinere Funktionsträger (wie Block- und Zellenleiter) der NSDAP oder anderer NSDAP-Organisationen. Die NSDAP-Propaganda der letzten Kriegszeit, die Jugendliche als „Werwölfe“ (siehe Werwolf (NS-Organisation)) zu Anschlägen gegen die Besatzungstruppen aufforderte, hat zur Inhaftierung von Tausenden Jugendlichen zwischen 12 und 18 Jahren durch die sowjetische Besatzungsmacht geführt, die jedoch keinerlei Anschläge irgendwelcher Art verübt hatten, sondern unschuldig waren. Auch Benno Prieß, einer von den Jugendlichen, saß unschuldig in den Speziallagern des NKWD. Er hat in zwei Büchern die Massenverhaftungen von damals dokumentiert. Es gab viele Akte von Willkür. So wurden zahllose Personen von der Straße weg verhaftet, um das vorgegebene stalinistische „Plansoll“ an Verhaftungen zu erfüllen. Beispielsweise wurde jemand als angeblicher „SS-Bannführer“ verhaftet, weil er als Beruf „S-Bahn-Führer“ angegeben hatte. Ebenfalls in den Lagern waren auch dort geborene Kinder, die meistens mit den Müttern in abgesonderten Bereichen untergebracht waren. Die Frauen wurden teilweise bereits schwanger inhaftiert oder auch erst im Lager schwanger.
Das Gros der Internierten stellten Männer von 40 bis 60 Jahren, etwa fünf Prozent der Häftlinge waren Frauen. Sie wurden überwiegend unter dem Vorwurf festgehalten, Nationalsozialisten zu sein; zu ihnen zählten mittlere und kleine Funktionsträger der NSDAP und ihrer Gliederungen. Eine große Gruppe bildeten Jugendliche von 12 bis 21 Jahren, zumeist unter dem Vorwurf, dem „Werwolf“ angehört zu haben. Aber auch Sozialdemokraten, Liberale und Konservative, Adlige, Unternehmer, Bauern und Großbauern, die mehr als 100 Hektar Land besaßen und sich ihrer entschädigungslosen Enteignung widersetzten, Zeitungs- und andere Redakteure, Autoren antisowjetischer Literatur und viele mehr wurden inhaftiert. Die Begründung „andere verdächtige Elemente“ erlaubte zudem eine nahezu beliebige Ausweitung des Personenkreises. Alle befanden sich ohne juristische Überprüfung ihrer Schuld auf Grund der bloßen Anschuldigung oder eines Verdachts in den Lagern. So stellte der Generalmajor der Justiz Boris M. Schawer in einem Schreiben vom 24. Juni 1947 fest: „Die Festnahme von Personen, die im Rahmen des NKWD-Befehls Nr. 00315 … in die Speziallager überstellt werden, erfolgt in einem Sonderverfahren, gegen sie wird keine Anklage erhoben, und Ermittlungsunterlagen, wie sie die Strafprozessordnung vorsieht, gibt es nicht.“ Eine spätere Überprüfung auf eine Schuld erfolgte in den Lagern nur in wenigen Fällen.
Im Jahr 1946 erreichten die Speziallager mit über 80.000 Insassen ihre größte Belegungsstärke. Davon zählten zirka 40.000 zu den sogenannten NS-Aktivisten. 35.000 von ihnen galten selbst nach sowjetischem Verständnis als so minderbelastet, dass man sie, wie Marschall Sokolowski und Generaloberst Serow in einem Schreiben vom 4. Dezember 1946 an Stalin und Beria meinten, eigentlich entlassen könnte. In den Westzonen wäre diese Gruppe nicht einmal kurzfristig inhaftiert worden. „In der Zeit ihres Aufenthaltes in den Lagern konnten unsere Organe keine zusätzlichen belastenden Angaben in Bezug auf diese Verhafteten erzielen. Dabei konnten die Militärtribunale in Bezug auf diese Verhafteten dahingehend keine Strafverfahren durchführen, daß es über diese keine Materialien gibt, die auch etwas über ihre feindliche Arbeit gegen die Sowjetunion beweisen würden, weil sie in der Zeit des Krieges nicht auf dem Territorium der Sowjetunion waren, sondern Mitglieder der faschistischen Partei waren. Wir nehmen an, daß es keine Notwendigkeit gibt, diese Kategorie der Inhaftierten im Lager zu behalten und sie ohne Zweck zu ernähren. Dabei scheint uns ihre Freilassung nicht gefährlich.“ Die Lager waren somit keine Lager für Kriegsverbrecher, mehr als 80 % der Insassen sind lediglich mit einem Bezug zum NS-System beziehungsweise Kriegsereignissen oder Kriegsfolgen verhaftet worden.
Mit der Umstrukturierung 1946 fanden kaum noch Inhaftierungen auf Basis des Befehls Nr. 00315 statt und in Bautzen, Sachsenhausen und Torgau wurden fast ausschließlich SMT-Verurteilte in die Gebäude für SMT-Verurteilte eingewiesen. Die befanden sich zwar auf dem gleichen Gelände wie die der „internierten“ Speziallagerhäftlinge, beide Gruppen waren aber streng voneinander isoliert. Bereits von Herbst 1946 bis April 1947 wurden die Lager Torgau (Nr. 8), Hohenschönhausen, Jamlitz und Ketschendorf geschlossen. In dieser Zeit erreichte auch das Massensterben in den Lagern seinen Höhepunkt. Auf Grund der Reduzierung der ohnehin schon geringen Verpflegungsrationen im Herbst 1946 starben von November 1946 bis Juni 1947 nach den von den russischen Behörden nach 1990 an die Bundesregierung übergebenen Unterlagen 14.450 Häftlinge an Hunger, Krankheit oder Kälte.
Zu den als interniert geltenden Lagerinsassen, intern meist als Spezkontingent bezeichnet, kamen noch einige Tausend Kriegsgefangene hinzu, die eher zufällig in die Lager gelangten und das Leben der Internierten teilten. Sie wurden zum größten Teil 1946/47 zum Arbeitseinsatz in die Sowjetunion überführt.

### Sowjetischer Zwischenstandsbericht vom Juli 1947
Aus dem Schreiben des Leiters der Abt. Speziallager an den stellv. Innenminister Serov vom 10. Juli 1947:
Am 1. Juli 1947 befanden sich in den Speziallagern der SMA in Deutschland 60.774 inhaftierte Deutsche und Personen anderer Nationalität, die gemäß Befehl Nr. 00315 in den Jahren 1945/1946/1947 festgenommen worden waren. Davon wurden von Militärtribunalen verurteilt: Deutsche – 8.980, UdSSR-Bürger – 1.746, Personen anderer Nationalität – 120.
Der körperliche Zustand des Spezkontingents läßt sich durch folgende Angaben charakterisieren:
Älter als 45 Jahre – 35.206 Personen oder 58 %
Erkrankt an Dystrophie III. Grades – 5.579 Personen
Erkrankt an Dystrophie II. Grades – 5.377 Personen
Erkrankt an Dystrophie I. Grades – 7.792 Personen
Erkrankt an offener Tuberkulose – 1.702 Personen
Erkrankt an anderen Krankheiten – 5.858 Personen
Insgesamt git es 26.308 Kranke, oder 43 % der Gesamtzahl.
Gestorben sind im Halbjahr 1945 – 6.383 Personen, im Jahr 1946 – 12.137 Personen, im Halbjahr 1947 – 12.884 Personen. Insgesamt sind 31.404 Personen gestorben.
Als Anzahl der bis Mitte 1947 Verhafteten ergibt sich nach diesen sowjetischen Angaben: 60.774 Lagerinsassen plus 31.404 Verstorbene = insgesamt 92.178. Über ein Drittel davon waren verstorben; im ersten Halbjahr 1947 mehr als im ganzen Jahr 1946.

### Endstand
Nach Angaben der Abteilung Speziallager in Berlin waren es 122.671 Deutsche – nach Schätzungen westlicher Historiker 160.000 bis etwa 180.000 sowie 34.076 Bürger der UdSSR und 460 Bürger anderer Staaten. Anfang der 1990er Jahre stellten die zuständigen russischen Behörden auf Antrag Rehabilitierungsbescheinigungen für Speziallagerhäftlinge aus. Diese Praxis wurde 1995 wieder eingestellt und die Rehabilitierungsanträge werden heute mit der Begründung zurückgewiesen, dass keine Verurteilung vorlag und deswegen das russische Rehabilitierungsgesetz nicht auf diese Personengruppe zutrifft.

### Bekannte Speziallagerhäftlinge
In den beiden nachfolgenden Listen aufgeführt sind nur solche ehemaligen Speziallager-Insassen, die ohne Urteil „interniert“ waren (aber eventuell später verurteilt wurden) und über die in Wikipedia ein Artikel existiert. Eine analoge Aufstellung für die Verurteilten befindet sich im Artikel SMT-Verurteilte.
Während der Haftzeit Verstorbene, entweder in einem der Speziallager oder nach Deportation von da aus in die SU:
| Name                             | Lager      | Tätigkeiten | Details zum Haftgrund, Verdacht oder behaupteten Vorwurf                                                                             |
| -------------------------------- | ---------- | --- | --- |
| Joachim Ernst von Anhalt         | Bu         | als NS-Regimegegner bereits 1944 im KZ Dachau                                                                                | |
| Otto Baer                        | To         | mit Friedrich Olbricht befreundet, in das Attentat vom 20. Juli involviert                                                   | antisowjetische Propaganda |
| Rudolf Bingel                    | Ke         | Vorstandsvorsitzender der Siemens-Schuckertwerke                                                                             | SS-Kontakte |
| Willi Bloedorn                   | Fü         | NSDAP-Funktionär und -Reichstagsabgeordneter                                                                                 | |
| Paul Blumberger                  | Mü         | Reichsgerichtsrat (Senatspräsident), NSDAP-Blockleiter                                                                       | 39 Reichsgerichtsräte wurden verhaftet                                                                                               |
| Oskar von Boenigk                | Ke         | Generalmajor der Luftwaffe                                                                                                   | |
| Leo Brandenburg                  | Mü         | Reichsgerichtsrat | 39 Reichsgerichtsräte wurden verhaftet                                                                                               |
| Ernst Brandis                    | Mü         | Reichsgerichtsrat (Senatspräsident)                                                                                          | 39 Reichsgerichtsräte wurden verhaftet                                                                                               |
| Erwin Brauer                     | Bu         | Oberlandeskirchenrat, Mitglied der NSDAP                                                                                     | NSDAP-Mitgliedschaft |
| Heinrich Max Elias Burmeister    | Mü         | Reichsgerichtsrat (Senatspräsident)                                                                                          | 39 Reichsgerichtsräte wurden verhaftet                                                                                               |
| Justus Delbrück                  | Ja         | Jurist und Widerstandskämpfer gegen den Nationalsozialismus                                                                  | Mitarbeiter der Abwehr-Organe |
| Richard Dietrich                 | Fü         | Flugzeug-Konstrukteur und Unternehmer                                                                                        | |
| Fritz Dörffler                   | Mü         | Reichsgerichtsrat | 39 Reichsgerichtsräte wurden verhaftet                                                                                               |
| Hermann Döring                   | Sa         | Jurist, Vorstand einer Luftfahrtversicherungsgesellschaft                                                                    | |
| Horst von Einsiedel              | Sa         | Widerstandskämpfer gegen den Nationalsozialismus                                                                             | „amerikanischer Spion“ |
| Carl Engel                       | Fü         | Gaudozentenführer Pommern, Rektor der Universität Greifswald                                                                 | |
| Rudolf Fehrmann                  | Fü         | Rechtsanwalt, Kletterführerautor; NSDAP-Mitglied, Wehrmachtrichter                                                           | |
| Walther Förster                  | Ba         | Oberbürgermeister von Bautzen                                                                                                | |
| Richard Francke                  | Mü         | Reichsgerichtsrat | 39 Reichsgerichtsräte wurden verhaftet                                                                                               |
| Wilhelm Frerichs                 | Bu         | SS-Obersturmführer im KZ Buchenwald                                                                                          | |
| Hans Fridrich                    | Ba         | NSDAP-Mitglied; 1934–1943 Oberbürgermeister von Breslau                                                                      | |
| Heinrich Frings                  | Mü         | vor 1933 Zentrumspartei, Reichsgerichtsrat                                                                                   | 39 Reichsgerichtsräte wurden verhaftet                                                                                               |
| Theodor Fritsch                  | Mü         | NSDAP-naher Verleger | |
| Walther Froelich                 | Mü         | Reichsgerichtsrat und Präsident des Verwaltungsgerichts des Völkerbunds                                                      | 39 Reichsgerichtsräte wurden verhaftet                                                                                               |
| Helmuth Gabriel                  | Ba         | Generalstaatsanwalt am deutschen OLG Prag im Protektorat Böhmen und Mähren, NSDAP-Mitglied                                   | Beteiligung an zahlreichen Todesurteilen gegen Antifaschisten                                                                        |
| Heinrich George                  | Ho, Sa     | Schauspieler | denunziert |
| Hermann Günther                  | Mü         | Reichsgerichtsrat | 39 Reichsgerichtsräte wurden verhaftet                                                                                               |
| August Guth                      | Mü         | Reichsgerichtsrat | 39 Reichsgerichtsräte wurden verhaftet                                                                                               |
| Amandus Haase                    | Ja         | sächsischer Vorgeschichtsforscher, Polizeihauptmeister                                                                       | NSDAP-Mitgliedschaft |
| Wilhelm Haehnelt                 | Sa         | General der Flieger | |
| Siegfried Haenicke               | Mü         | General der Infanterie | |
| Werner Hartenstein               | Ja         | NSDAP, Oberbürgermeister von Freiberg, übergab die Stadt kampflos                                                            | |
| Karl Heinrich                    | Ho         | Widerstandskämpfer gegen den Nationalsozialismus, Juni 1945 Berliner Polizeichef; lehnte die kommunistische Führungsrolle ab | illegaler Waffenbesitz, Misshandlung und Denunziation von Mithäftlingen während des NS-Strafvollzugs, konterrevolutionäre Verbrechen |
| Hans Stieler von Heydekampf      | Ho         | Polizeikommandeur, Generalleutnant                                                                                           | |
| Hermann Hoffmann                 | Mü         | Reichsgerichtsrat | 39 Reichsgerichtsräte wurden verhaftet                                                                                               |
| Alfred Horstmann                 | Sa         | Diplomat, 1933 in den Ruhestand versetzt                                                                                     | Anschuldigung: Herausgeberschaft einer den Nationalsozialismus propagierenden Zeitung                                                |
| Hans Iber                        | Mü         | Reichsgerichtsrat | 39 Reichsgerichtsräte wurden verhaftet                                                                                               |
| Werner Ihmels                    | Ba         | kirchlich geprägter Gegner von Nationalsozialismus und FDJ                                                                   | Konflikt mit der FDJ-Führung |
| Friedrich Jaksch                 | Bu         | sudetendeutscher Schriftsteller                                                                                              | |
| Wilhelm Jelinek                  | Ba         | Autor, Betriebsratsvorsitzender, Vertreter des Anarchosyndikalismus                                                          | Regimegegner der SED |
| Wilhelm Jost                     | Mü         | SA-Sturmbannführer, Rektor der TH Dresden                                                                                    | deportiert in ein Internierungslager bei Saratow in der SU                                                                           |
| Arthur Jubelt                    | Bu         | Gegner des Nationalsozialismus; 1945 Oberbürgermeister von Zeitz                                                             | |
| Fred Kaltenbach                  | Bu         | Amerikaner; pro-nationalsozialistischer Rundfunksprecher                                                                     | |
| Erich Karlewski                  | Mü         | General der Flieger im Ruhestand                                                                                             | |
| Willy Klitzing                   | Fü         | Regierungsdirektor beim Reichsstatthalter von Mecklenburg-Lübeck; ehrenamtliches Mitglied des Volksgerichtshofs              | |
| Otto Koch                        | Bu         | NS-Funktionär und Oberbürgermeister von Weimar                                                                               | |
| Artur Köllensperger              | Mü         | Reichsgerichtsrat | 39 Reichsgerichtsräte wurden verhaftet                                                                                               |
| Willi Fr. Könitzer               | Sa         | NS-Journalist und Schriftsteller zum Judentum                                                                                | |
| Felix Kopprasch                  | Ke         | NSDAP-Kreisleiter und Reichstagsabgeordneter in Niedersachsen                                                                | |
| Werner Kropp                     | Bu         | NSDAP-Funktionär und Reichstagsabgeordneter sowie SA-Führer                                                                  | |
| Walther Kunze                    | Bu         | Bauingenieur und NSDAP-Funktionär                                                                                            | |
| Oskar Lecher                     | Ja, Mü     | Chemiker | Werwolf |
| Elard von Löwenstern             | Ho         | Generalmajor der Luftwaffe                                                                                                   | |
| Hugo Luschin                     | Mü         | österreichischer Rat am Obersten Gerichtshof und deutscher Reichsgerichtsrat                                                 | 39 Reichsgerichtsräte wurden verhaftet                                                                                               |
| Karl Martin                      | Ba         | NSDAP-Reichstagsabgeordneter und Kreisleiter von Bautzen                                                                     | |
| Walter Meyer                     | Bu         | Olympiasieger 1932, Direktor einer Zuckerfabrik                                                                              | NSDAP-Mitgliedschaft |
| Richard Moeller                  | Fü         | Gegner des Nationalsozialismus; 1945 Ministerialdirektor                                                                     | |
| Karl August Nerger               | Sa         | Marineadmiral im Ersten Weltkrieg; Direktor bei Siemens-Schuckert                                                            | Mitarbeiter der Abwehr-Organe? |
| Otto Nerz                        | Sa, Ho     | Reichstrainer des DFB, NSDAP-Mitglied                                                                                        | |
| Hans Neumerkel                   | Mü         | Reichsgerichtsrat | 39 Reichsgerichtsräte wurden verhaftet                                                                                               |
| Werner von Nitzsch               | Ba         | Ackerbauwissenschaftler und Bodenkundler                                                                                     | |
| Alfred Olscher                   | La, Bu     | Jurist, Ministerialbeamter im Reichsfinanzministerium                                                                        | |
| Kurt Otto                        | Bu         | Landeshauptmann der Provinz Sachsen                                                                                          | |
| Karl Pawelka                     | Mü, Bu     | Richter am höchsten tschechoslowakischen Gericht und deutscher Reichsgerichtsrat                                             | 39 Reichsgerichtsräte wurden verhaftet                                                                                               |
| Friedrich Pfeffer                | Bu         | Jurist, Verwaltungsbeamter und Politiker (DVP)                                                                               | |
| Gustav Rathje                    | Mü         | Filmproduktionsleiter | |
| Wilhelm Reetz                    | Sa, La, Bu | Kunstmaler und Journalist; Schriftleiter von NS-Zeitschriften                                                                | |
| Siegfried Remertz                | Fü         | stellvertretender Bürgermeister von Greifswald                                                                               | |
| Heinrich XLV. von Reuß           | Bu?        | NSDAP-Mitglied | unbekannt (vermutlich vor allem „als Adeliger“)                                                                                      |
| Otto Rietzsch                    | Mü         | Reichsgerichtsrat | 39 Reichsgerichtsräte wurden verhaftet                                                                                               |
| Ernst Rittweger                  | Mü         | Reichsgerichtsrat | 39 Reichsgerichtsräte wurden verhaftet                                                                                               |
| Joseph Sablatnig                 | Bu         | Luftfahrtpionier; Entwickler von Sturmbootsmotoren                                                                           | |
| Rudolf Schaper                   | To         | Jurist und Politiker, Stahlhelm; NSDAP-Reichstagsabgeordneter                                                                | aktives Mitglied der faschistischen Partei                                                                                           |
| Fritz Schettler                  | Mü         | Verleger der Dresdner Nachrichten                                                                                            | |
| Richard Schmidt                  | Fü         | Bürgermeister von Greifswald                                                                                                 | |
| Walter Schmidt                   | Bu         | Präsident der Eisenbahndirektion Dresden                                                                                     | |
| Erich Schultze                   | Mü         | Reichsgerichtsrat | 39 Reichsgerichtsräte wurden verhaftet                                                                                               |
| Werner Schulze                   | Mü         | emeritierter Reichsgerichtsrat                                                                                               | 39 Reichsgerichtsräte wurden verhaftet                                                                                               |
| Bruno Schuster                   | Mü         | Reichsgerichtsrat | 39 Reichsgerichtsräte wurden verhaftet                                                                                               |
| Ulrich von Sell                  | Ja         | Offizier | |
| Eduard Stadtler                  | Sa         | Reichstagsabgeordneter der DNVP, Mitauftraggeber der Morde an Rosa Luxemburg und Karl Liebknecht                             | |
| Willy Stegemann                  | Mü         | Klassischer Philologe | |
| Friedrich Syrup                  | Sa         | Jurist und Politiker, 1932 Minister                                                                                          | nach 1933 zuständig für den Arbeitseinsatz                                                                                           |
| Curt von Ulrich                  | To         | NSDAP-Reichstagsabgeordneter, Oberpräsident Provinz Sachsen                                                                  | |
| Hans Wilhelm Viereck             | Fü         | deutscher Pflanzensammler in Mexiko                                                                                          | |
| Erich Walther                    | Mü, Bu     | Generalmajor der Luftwaffe                                                                                                   | Teilnahme am Krieg gegen die Sowjetunion                                                                                             |
| Karl Wernecke                    | Sa         | 1931–1945 Oberbürgermeister von Stendal, NSDAP und SA-Mitglied                                                               | |
| Gerhard Wischer                  | Mü         | Psychiater, SA- und NSDAP-Mitglied                                                                                           | an Euthanasie-Verbrechen beteiligt                                                                                                   |
| Walter Witting                   | Mü         | Generalleutnant der Luftwaffe                                                                                                | |
| Julius Graf von Zech-Burkersroda | Ba         | Rittergutsbesitzer und Diplomat                                                                                              | |
| Hans H. Zerlett                  | Ja, Mü, Bu | NSDAP-Mitglied; Drehbuchautor und Regisseur                                                                                  | |
| Erhard Ziegler                   | Mü         | Reichsgerichtsrat | 39 Reichsgerichtsräte wurden verhaftet                                                                                               |

Die Lagerzeit überlebt haben:
| Name                         | Lager              | Tätigkeiten | Details zum Haftgrund, Verdacht oder behaupteten Vorwurf         |
| ---------------------------- | ------------------ | --- | ---------------------------------------------------------------- |
| Rudolf Ahlers                | Bu                 | Autor, NSDAP-Mitglied, Leiter der Reichsschrifttumskammer für Magdeburg-Anhalt beziehungsweise Mecklenburg                                                                |                                                                  |
| Margret Bechler              | Ba, Ja, Mü, Bu     | Ehefrau des NKFD-Mitgründers Bernhard Bechler | Mitverantwortung am Tod des Antifaschisten Anton Jakob           |
| Bernhard Benning             | Ja, Mü, Bu         | Direktor der volkswirtschaftlichen Abteilung und stellvertretender Leiter der Reichs-Kredit-Gesellschaft AG                                                               |                                                                  |
| Georg Bilkenroth             | Mü                 | Kraftwerksdirektor |                                                                  |
| Helmut Bischoff              | Mü, Bu             | SS-Obersturmbannführer und Gestapo-Angehöriger |                                                                  |
| Stephan Dietrich             | Ba, Mü             | Heimatdichter des Erzgebirges, Propaganda-Leiter der Gemeinde |                                                                  |
| Horst Dreßler-Andreß         | Bu                 | NSDAP-Mitglied; Präsident der Reichsrundfunkkammer |                                                                  |
| Reinhold Eggers              | Sa                 | Offizier |                                                                  |
| Max Emendörfer               | Sa                 | KPD-Widerstandskämpfer gegen den Nationalsozialismus | V-Mann der Gestapo? (später SMT-verurteilt)                      |
| Volker Engelhardt            | Ba, Tost           | Maler |                                                                  |
| Ewald Ernst                  | Ho, Ba             | 1946 CDU-Landtagsabgeordneter in Sachsen-Anhalt | Spionage für die USA                                             |
| Heinrich Eufinger            | Mü                 | Arzt und SS-Obersturmbannführer; Zwangssterilisationen |                                                                  |
| Marianne Fischer             | Mü                 | Opernsängerin |                                                                  |
| Werner Frauendienst          | To, Bu             | NSDAP-Mitglied, Historiker, Archivar |                                                                  |
| Ernst Fresdorf               | Bu                 | vor 1933 SPD-Mitglied, 1945 von den US-Truppen eingesetzter Oberbürgermeister von Eisenach                                                                                | Devisenvergehen?                                                 |
| Ulrich von Fresenius         | To, Mü, Bu         | NSDAP-Mitglied, Bürgermeister von Wernigerode |                                                                  |
| Karl-Heinz Gerstner          | Ho                 | NSDAP-Mitglied, Spion, Antifaschist, später SED-Mitglied, Stasi-IM und Journalist                                                                                         | hoher NS-Beamter                                                 |
| Wilhelm Goldmann             | Mü, Bu             | Verleger |                                                                  |
| Friedrich Griese             | Fü                 | vom Naziregime hochgeehrter Schriftsteller, NSDAP-Mitglied |                                                                  |
| Paul Grimm                   | Bu                 | Prähistoriker, NSDAP-Ortsgruppenleiter | Verdacht auf Beteiligung am Kunstraub in Kiew                    |
| Gustaf Gründgens             | Ja                 | Schauspieler und Generalintendant des Preußischen Staatstheaters | „General“ im Titel                                               |
| Karl Ritter von Halt         | Bu                 | NS-Sportfunktionär, Personalvorstand der Deutschen Bank | leitende Persönlichkeit der Wirtschaft                           |
| Jan Herchenröder             | Mü, Bu             | Journalist, Kriegsberichterstatter |                                                                  |
| Walther Hofstaetter          | Ba                 | Schulleiter, Germanist | Bataillonsführer Volkssturm                                      |
| Alfred Jank                  | Ke, Fü             | Angehöriger von Hitlerjugend beziehungsweise Volkssturm | Werwolf-Vorwurf                                                  |
| Achim Kilian                 | Ba, Mü             | Jungzugführer beim Deutschen Jungvolk | Städtischer Führer der faschistischen Jugendorganisation HJ      |
| Manfred Klein                | Ho, Ba             | Christlich geprägter Mitbegründer und Zentralratsmitglied der FDJ | Spionage                                                         |
| Ewald Kluge                  | Mü                 | Motorradrennfahrer, NSKK |                                                                  |
| Horst Köbbert                | Fü                 | später Entertainer und Sänger |                                                                  |
| Siegfried Köhler (Komponist) | Ba, Mü             | später Präsident des Verbandes der Komponisten und Musikwissenschaftler der DDR                                                                                           | musikalisch in einer Spielschar der HJ tätig                     |
| Friedrich Emil Krauß         | Ba, Ja, Bu         | Industrieller und Erfinder, NSDAP-Funktionär | Vorwurf „Kriegs- und Naziverbrecher“                             |
| Georg Krausz                 | Ke, Ja, Mü, Bu, To | kommunistischer Aktivist in Ungarn, Tschechoslowakei, Österreich und Deutschland; KZ-Häftling in Buchenwald; später stellvertretender Chefredakteur des Neuen Deutschland | Spionage für die USA                                             |
| Otto von Kursell             | Mü, Bu             | NSDAP-Funktionär und -Reichstagsabgeordneter; Maler und Graphiker |                                                                  |
| Hans Lachmund                | Fü, Bu             | Jurist, Politiker und Widerstandskämpfer gegen den Nationalsozialismus | Freimaurer                                                       |
| Gertrud Lehmann-Waldschütz   | Ja, Mü, Bu         | Autorin; NSDAP-Mitglied, Kreisbeauftragte der NS-Frauenschaft |                                                                  |
| Giwi Margwelaschwili         | Sa                 | Sohn des Sowjetemigranten Titus von Margwelaschwili | mit dem Vater verhaftet, dem man Verrat vorwarf                  |
| Werner Maser                 | Sa                 | Offizier der Infanterie |                                                                  |
| Eberhard Matthes             | Sa                 | Denkmalpfleger, Heimatforscher und Pädagoge |                                                                  |
| Hellmut Mehnert              | Mü                 | mit 17 Jahren zum Volkssturm; später Arzt, Präsident der Deutschen Gesellschaft für Innere Medizin                                                                        | angeblich Werwolf                                                |
| Wolfgang von Nathusius       | Mü                 | NSDAP-Mitglied seit 1931, Funktionär im NS-Studentenbund |                                                                  |
| Charles A. Noble             | Mü, Bu             | Deutsch-amerikanischer Unternehmer |                                                                  |
| John H. Noble                | Mü, Bu             | Deutsch-amerikanischer Unternehmer |                                                                  |
| Max Poepel                   | Mü, Bu             | kommissarischer Oberbürgermeister von Aue, NSDAP-Mitglied |                                                                  |
| Eberhard Puntsch             | Mü                 | Sachbuchautor, LDP-Mitglied in Sachsen |                                                                  |
| Paul Reckzeh                 | Ja, Mü, Bu         | Arzt und Gestapo-Mitarbeiter | wegen Denunziation                                               |
| Max Reschke                  | Ke, Mü, Bu         | Lagerleiter | in Waldheim zu 25 Jahren verurteilt, aber begnadigt              |
| Dieter Rieke                 | Ho, Ba             | sozialdemokratischer Politiker und Journalist | Kontakte zum Ostbüro der SPD                                     |
| Oswald Rösler                | Bu                 | Vorstandssprecher der Deutschen Bank |                                                                  |
| Hans-Ulrich Rottka           | Ba, Mü, Bu         | Reichskriegsgerichtsrat i. R. |                                                                  |
| Hans Wolfgang Sachse         | Mü                 | Komponist |                                                                  |
| Kurt Säuberlich              | Bu                 | Mitglied in NSDAP und SS; Metallurg |                                                                  |
| August Schäfer               | Mü, Bu             | Reichsgerichtsrat | 39 Reichsgerichtsräte wurden verhaftet                           |
| Heinrich Severit             | Ba                 | Mitglied in NSDAP und SA; Ortsgruppenleiter und Oberbürgermeister |                                                                  |
| Marianne Simson              | Ke, Ja, Mü         | Schauspielerin, Denunziantin | Vorwurf „Gestapo-Mitarbeiterin“                                  |
| Siegfried von Sivers         | Schwiebus, Mü      | NSDAP und SA; deutschbaltischer Aktivist, Schriftsteller, Arzt |                                                                  |
| Heinrich Alexander Stoll     | Fü                 | Schriftsteller, LDPD-Mitglied | kritische Äußerungen über die sowjetische Besatzungsmacht        |
| Georg Tessin                 | Fü                 | Historiker und Archivar |                                                                  |
| Werner Tübke                 | ?                  | Maler | Vorwurf, einen russischen Major erschossen zu haben (abgewendet) |
| Paul Vogt                    | Mü, Bu             | emeritierter Reichsgerichtsrat | 39 Reichsgerichtsräte wurden verhaftet                           |
| Günther Wagenlehner          | Ba, Mü             | Leutnant; später im Führungsstab des deutschen Bundesministeriums für Verteidigung                                                                                        |                                                                  |
| Erich Weber                  | ?                  | Verleger, Autor |                                                                  |
| Friedrike Wieking            | We, Ja, Mü, Bu     | Referatsleiterin im Reichssicherheitshauptamt, NSDAP-Mitglied | als „Mitarbeiterin im Polizeipräsidium“                          |
| Walfried Winkler             | Mü                 | Motorradrennfahrer, 1934 Europameister, NSKK |                                                                  |

Sowohl in nationalsozialistischen Konzentrationslagern als auch in sowjetischen Speziallagern inhaftiert waren: Joachim Ernst von Anhalt, Max Emendörfer, Karl Heinrich, Georg Krausz, Alfred Schmidt.

## Entlassungen

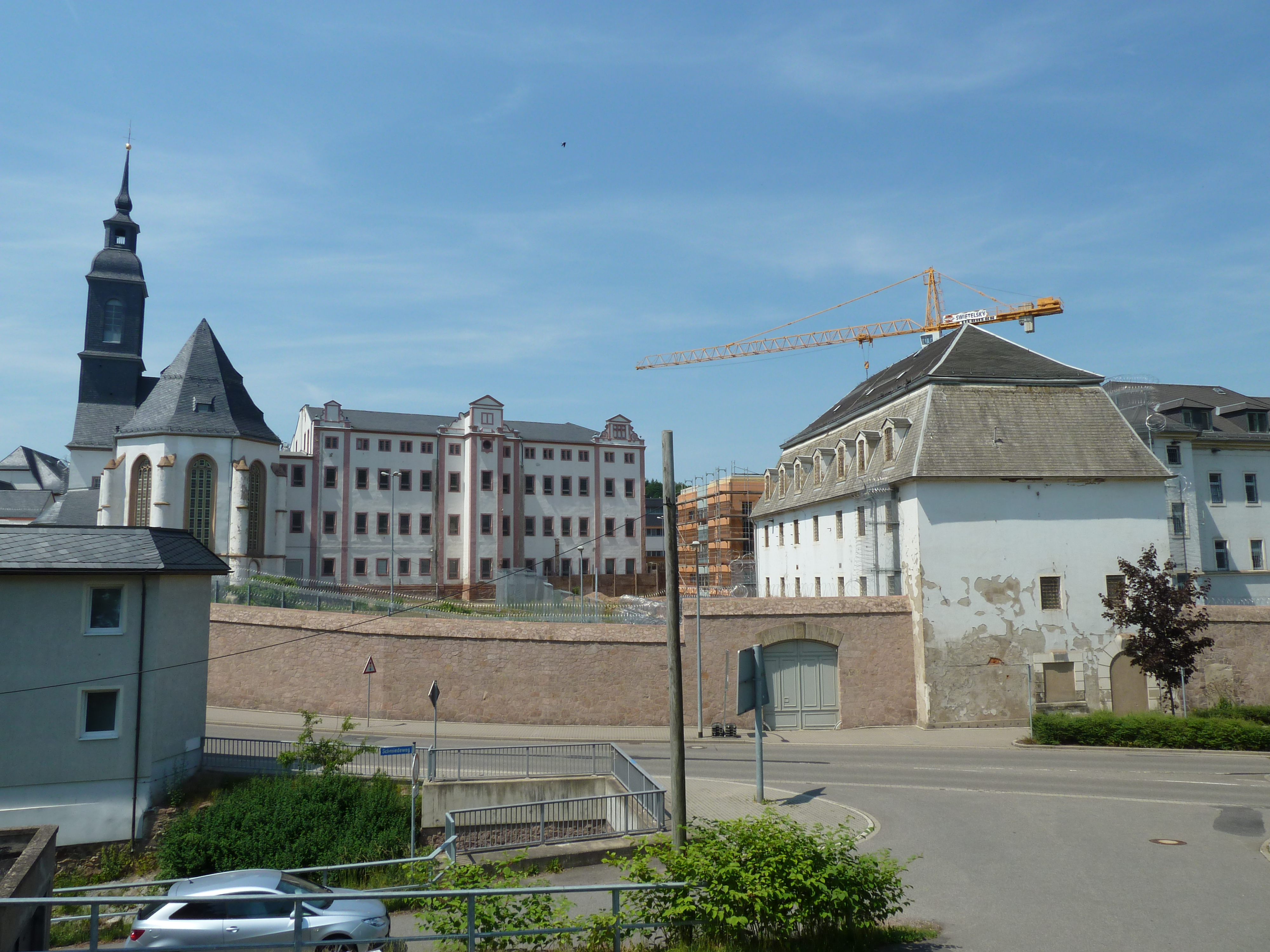
Im Zuchthaus Waldheim fanden nach Auflösung der Speziallager 1950 die Waldheimer Prozesse gegen 3424 Lagerinsassen statt (Foto aus dem Jahr 2011)

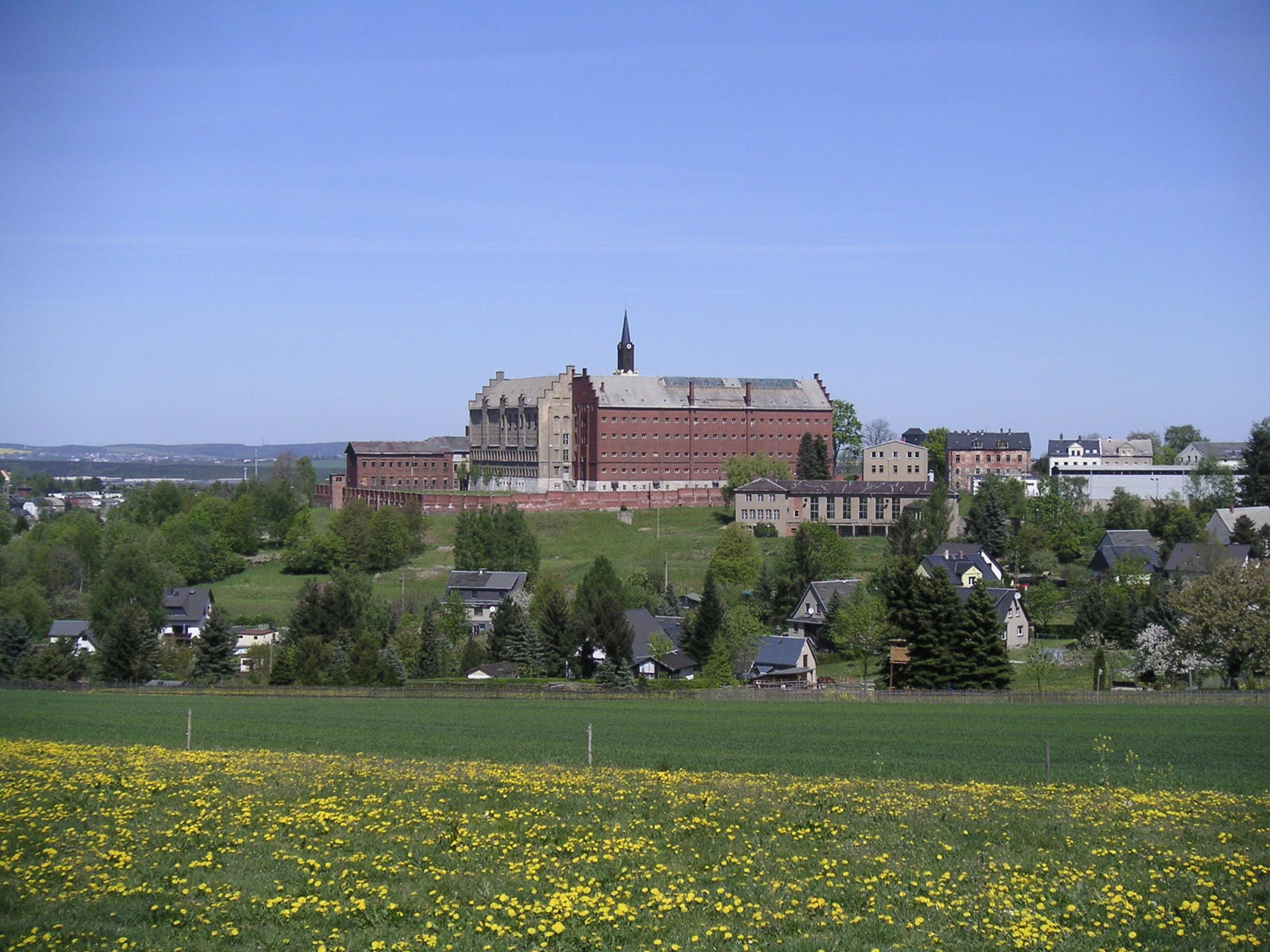
In das Zuchthaus Hoheneck in Stollberg kamen 1950 über eintausend Frauen (Foto aus dem Jahr 2007)

Mit der durch Marschall Sokolowski am 27. Februar 1948 verkündeten formellen Beendigung der Entnazifizierung folgte das Moskauer Politbüro am 30. Juni 1948 der Empfehlung einer Überprüfungskommission und ordnete die Freilassung von 27.749 Häftlingen ohne Urteil an. Die Entlassenen hatten über ihre Lagererfahrungen in der Öffentlichkeit Stillschweigen zu bewahren. Bis auf Bautzen, Sachsenhausen und Buchenwald wurden alle Lager geschlossen. Danach gab es noch weiterhin 13.539 „internierte“ Lagerinsassen und 16.093 SMT-Verurteilte.
Zur Auflösung der letzten drei Lager kam es 1950, auch durch Proteste des Westens gegen die menschenrechtsverletzende und dem Völkerrecht widersprechende Behandlung der Festgehaltenen. In den Westzonen und im westlichen Ausland war mittlerweile eine breitere Öffentlichkeit über die Zustände in den Lagern informiert, und es wurde diesbezüglich Druck auf die sowjetische Besatzungsmacht und die Führung der DDR ausgeübt. Die gerade neu gegründete DDR wollte ihre Reputation erhöhen. So wurde dort die Auflösung als großmütiger Akt der Sowjetunion dargestellt und die Verhältnisse in den Lagern propagandistisch beschönigt. Bodo Ritscher beschreibt 1993 die für die größte Mehrheit der Speziallager-Inhaftierten fehlgehende Diffamierung durch DDR-Presseorgane – und zum Teil noch durch einige heutige Publikationen – als angebliche NS-Verbrecher und Kriegsverbrecher und stellt fest, dass nach 1945 eine sehr große Anzahl Menschen interniert wurde, denen keine Verbrechen vorgeworfen werden konnten.
Etliche der Gefangenen wurden jedoch anlässlich der Lagerauflösungen nicht entlassen, sondern in die Sowjetunion deportiert oder in Zuchthäuser der DDR überstellt. Einige tausend Häftlinge wurden am 9. und 13. Februar 1950 nach Waldheim gebracht, wo 3.424 in den Waldheimer Prozessen in 32 Fällen zum Tode oder zu langjährigen Haftstrafen verurteilt wurden. Darunter war beispielsweise auch ein 1945 bei der Verhaftung 14-jähriger Junge, der nach fünf Jahren in Speziallagern auf haltlose Vorwürfe hin 20 Jahre Zuchthaus erhielt.
Die Schließung der Speziallager wurde zwar im Neuen Deutschland und anderen DDR-Zeitungen bekannt gegeben, später wurde dort über das Thema offiziell geschwiegen, Angehörige von Toten wurden nicht benachrichtigt. Die Massengräber am Rande und in der Umgebung der Lager wurden erst nach dem Ende der DDR 1989 teilweise geöffnet, untersucht, gekennzeichnet und danach als Ruhestätten gestaltet.

## Übergabe von russischen Unterlagen 2007
Am 16. Januar 2007 übergab der Präsident des DRK Rudolf Seiters von russischen Behörden stammende Listen mit den Namen von 43.035 in Speziallagern Verstorbenen an das Museum „Haus am Checkpoint Charlie“ in Berlin. Verstorben sind also rund ein Drittel der Verhafteten, in erster Linie durch Verhungern und diverse lagertypische Krankheiten wie Dystrophie, Ruhr, Tuberkulose, Typhus. 45.261 wurden freigelassen, die übrigen wurden entweder in die Sowjetunion (Gulag) deportiert (12.770), zu Kriegsgefangenen umgewandelt (6.680) oder den mittlerweile installierten kommunistischen Behörden in der SBZ beziehungsweise der DDR übergeben (14.202). Nur einer kleinen Zahl gelang die Flucht. An 756 Lagerinsassen wurde ein Todesurteil vollstreckt. Nach von Flocken und Finn stellen diese sowjetischen Zahlen Untertreibungen dar. So sollen etwa 65.000 Menschen gestorben sein. Neben ständigem Hunger, Kälte und Folgeerkrankungen zermürbten das Verbot fast jeder Tätigkeit und die Isolation die Gefangenen.

## Kommentare zu den Speziallagern

### Eugen Kogon
Eugen Kogon äußerte sich in seinem den Nazi-Verbrechen gewidmeten Standardwerk Der SS-Staat auch zu den Speziallagern der sowjetischen Besatzungsmacht:

„… NKWD-Personal bewacht die Gefangenen, verwaltet das System. Gegen frühere Nationalsozialisten? Gegen jedermann, der als ‚Staatsfeind‘ verdächtig ist. Oder als ‚Agent einer ausländischen Macht‘. Oder als ‚Klassenfeind‘, als ‚Kulak‘, als sonst etwas …. Bis Ende 1946 war es der in den drei übrigen Besatzungszonen lizenzierten Presse nicht erlaubt, darüber zu schreiben; es wäre ‚Kritik an einer alliierten Macht‘ gewesen. Seit 1947, als die Gegensätze zu den Russen offenkundig wurden, war es mehr und mehr geradezu erwünscht. Aber die Bevölkerung hatte sich vorher schon ihre Gedanken gemacht. Auch über das neue Schweigen. Das abermals erzwungene Schweigen, – was die Deutschen anlangt …. Die Ähnlichkeit (mit dem Schweigen zu den NS-Lagern) wurde für jedermann, der guten Willens war …, beängstigend. Ich fragte Ende 1947 und Anfang 1948 Kommunisten, mit denen ich jahrelang in Buchenwald gewesen war, und führende Mitglieder der in der Ostzone herrschenden Einheitspartei, ebenfalls politische Gefangene von einst, was sie von ‚einer derartigen Entwicklung‘ eigentlich dächten. Einige meinten, gefährliche politische Gegner müsse man eben einsperren und unschädlich machen; sie gaben offen zu, dass ihre Methode in diesem Punkt sich von der des Nationalsozialismus nicht unterschied. Wenn sie das anderen auch gesagt haben, möchte ich gerne wissen, warum die Nationalsozialisten über die KZ von 1933 bis 1945 jetzt plötzlich entsetzt sein sollten. Der Unterschied bestehe darin, so wurde mir geantwortet, dass man die Gefangenen nicht schlecht behandeln dürfe. Aber werden sie denn in den MWD (NKWD)-Lagern vielleicht gut behandelt? Das System scheint in vielem nicht so entsetzlich zu sein, wie es das nationalsozialistische war; es wird zum Beispiel nicht vergast, nicht erwürgt, gehängt und reihenweise erschossen. Aber es ist in jeder Hinsicht schlimm genug …. Das ist ja alles übertrieben, sagte man … (Wie dazumal). In der Masse handle es sich nur um unverbesserliche Staatsfeinde. (Wie dazumal). Natürlich gebe es Ungerechtigkeiten, aber was könne man gegen die Verfügungen des NKWD tun? (Wie dazumal – gegen die allmächtige Gestapo). Die politisch, religiös und rassisch Verfolgten des Naziregimes als die berufenen Kämpfer gegen Rechtlosigkeit und Barbarei müssen ihre Stimme erheben, müssen gegen die neuen schreienden Ungerechtigkeiten angehen, überall, in der Welt und in Deutschland, ganz besonders aber den Sowjetrussen gegenüber und in der deutschen Ostzone! Es würde nicht ohne Eindruck, nicht ohne Folgen bleiben.“

### Bernd Bonwetsch
Bernd Bonwetsch beschreibt die Einrichtung von Speziallagern durch den NKWD und dessen Methoden in der SBZ als geprägt „durch die Erfahrungen des sowjetischen Gulag“. Alliierte Vereinbarungen hätten dies zwar etwas „modifiziert“, was aber de facto auf sowjetische Verhör- und Haftpraktiken kaum von nennenswertem Einfluss war.

### Wolfgang Schuller
Auch Wolfgang Schuller hebt den Unrechtscharakter der Lager als Abbild und „Außenposten des Archipel Gulag“ hervor. Hauptzweck der Speziallager sei nicht die Bestrafung etwaiger Täter gewesen, sondern – wie in der Sowjetunion – die Ausschaltung mutmaßlicher Gegner des sowjetischen Systems. Dies könne man unter anderem auch an dem Umstand der Geheimhaltung der Lager und der Vertuschung der Opferzahlen festmachen.

### Franz Neumann
Der Berliner SPD-Politiker Franz Neumann, selbst früherer KZ-Häftling, sagte über die Speziallager 1948 auf einer Kundgebung: „Die KZs sind dieselben, aber heute, 1948, haben Hammer und Sichel die Swastika ersetzt“.